# Michaël Paquay
Michaël Paquay (* 27. Februar 1972 in Saint-Hubert, Wallonische Region, Belgien; † 9. Mai 1998 in Monza, Lombardei, Italien) war ein belgischer Motorradrennfahrer.

## Biografie
Michaël Paquay, Spitzname "Mika", nahm an vielen nationalen und internationalen Motorradrennen teil, 1991 wurde er Zweiter der belgischen 125-cm³-Sport-Produktions-Meisterschaft. Im Jahr 1993 gewann er auf einer Honda des Teams Honda Belgium die Supersport-Europameisterschaft. 1995 konnte Paquay diesen Erfolg auf einer Ducati wiederholen, diesmal gewann der Belgier sieben der acht ausgetragenen Rennen. Ab 1997 war Michel Paquay für das Castrol-Honda-Werksteam auf einer Honda CBR 600 in der Supersport-Weltserie unterwegs. Im ersten Jahr erreichte er den sechsten Meisterschaftsrang.
Am 9. Mai 1998 verunglückte Michaël Paquay auf der Hochgeschwindigkeitsstrecke im italienischen Monza beim Training zum Lauf der Supersport-Weltserie schwer. In den Unfall, der sich am Vormittag in der Anfahrt auf die erste Schikane ereignete, waren mehrere Fahrer involviert. Paquay versuchte gerade, den Honda-Fahrer Antonio Calasso zu überholen, als er mit ihm kollidierte und zu Boden stürzte. Der Belgier wurde von den unmittelbar folgenden Sébastien Charpentier und Ferdinando Di Maso überrollt. Michaël Paquay erlag noch am selben Abend im San-Gerardo-Krankenhaus in Monza seinen schweren Kopf- und Brustverletzungen.

## Ergebnisse
- 1993 – Supersport-Europameisterschaft, Honda, Meister
- 1994 – Superbike-Weltmeisterschaft, Team V.Z.M., 14 Rennen, 44., 7 Punkte
- 1995 – Supersport-Europameisterschaft, Ducati, Meister
- 1996 – Superbike-Weltmeisterschaft, Alstare, 31., 10 Punkte
- 1997 – Supersport-Weltserie, Castrol Honda, 6., 93 Punkte (1 Sieg, 4 Podien, 1 schnellste Rennrunde)
- 1998 – Supersport-Weltserie, Castrol Honda, 1 Rennen